# Kugelsimse
Die Kugelsimse (Scirpoides holoschoenus) oder Kugelbinse, genauer Gewöhnliche Kugelsimse genannt, ist eine Pflanzenart aus der Gattung der Kugelbinsen (Scirpoides) innerhalb Familie der Sauergrasgewächse (Cyperaceae). Sie ist in Eurasien und Nordafrika weitverbreitet.

## Beschreibung

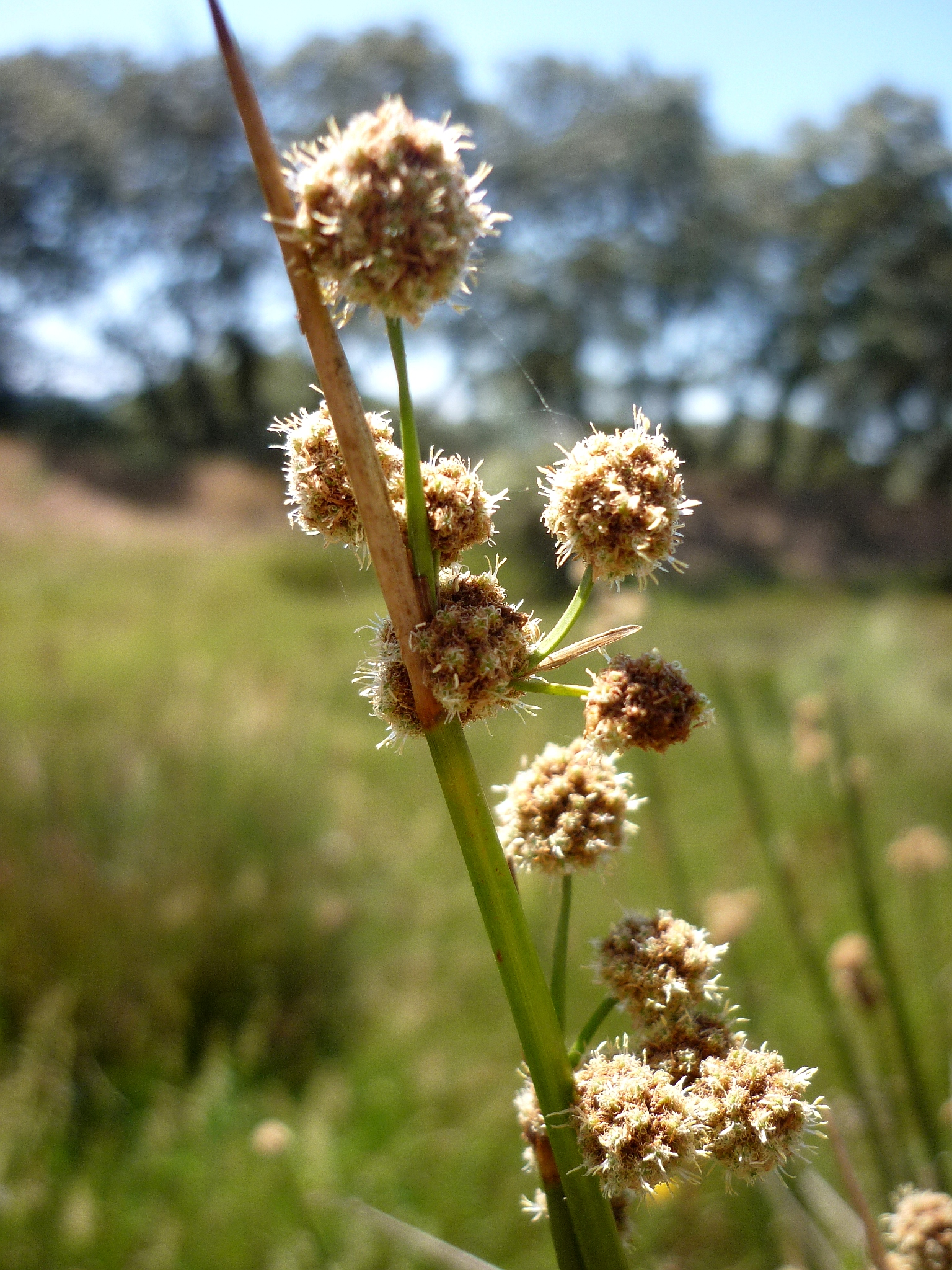
Blütenstand der Kugelbinse

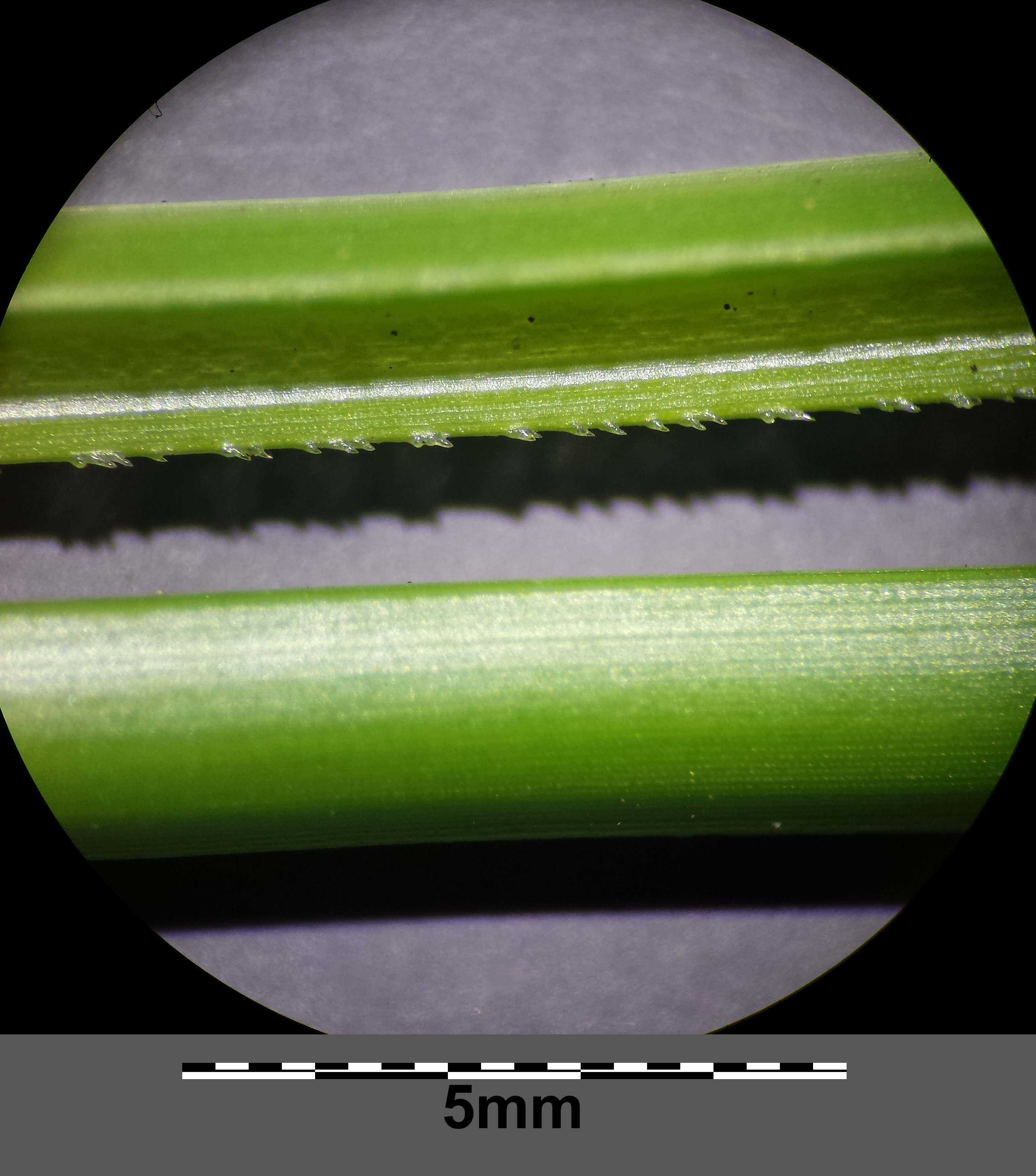
Stängel (unten) und Laubblatt mit vorwärtsgerichteten Stachelchen (oben)

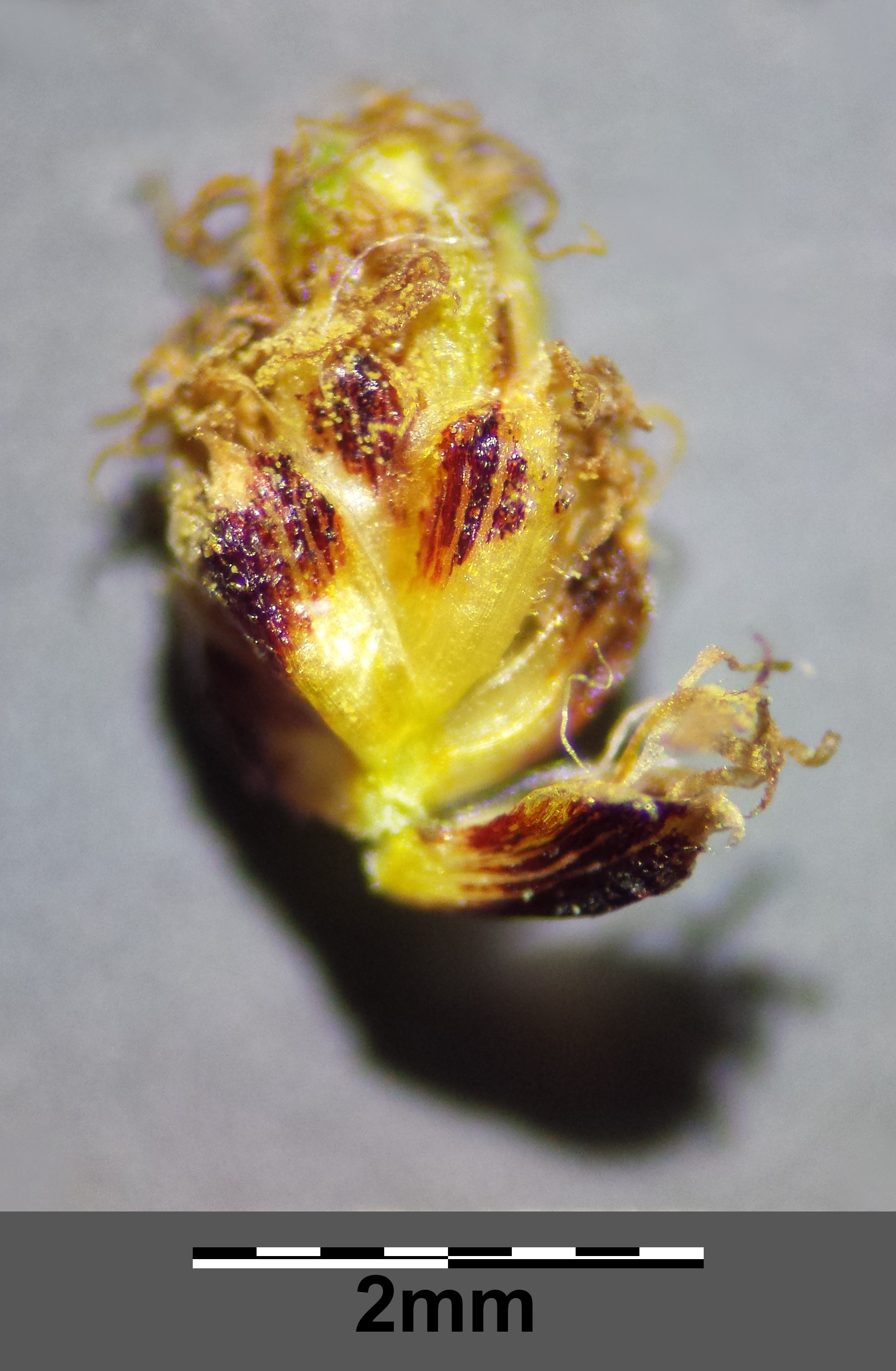
Ährchen

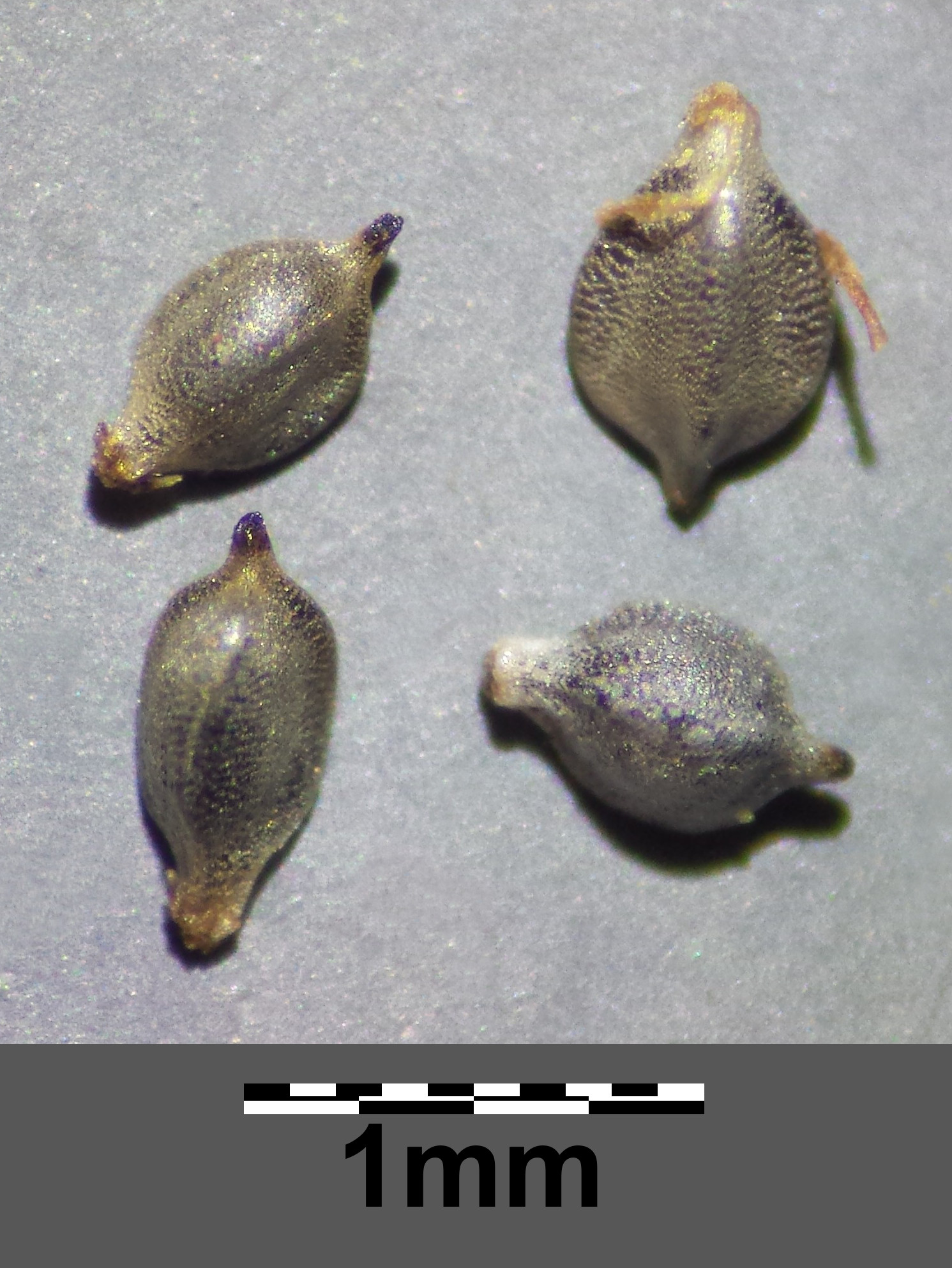
Früchte

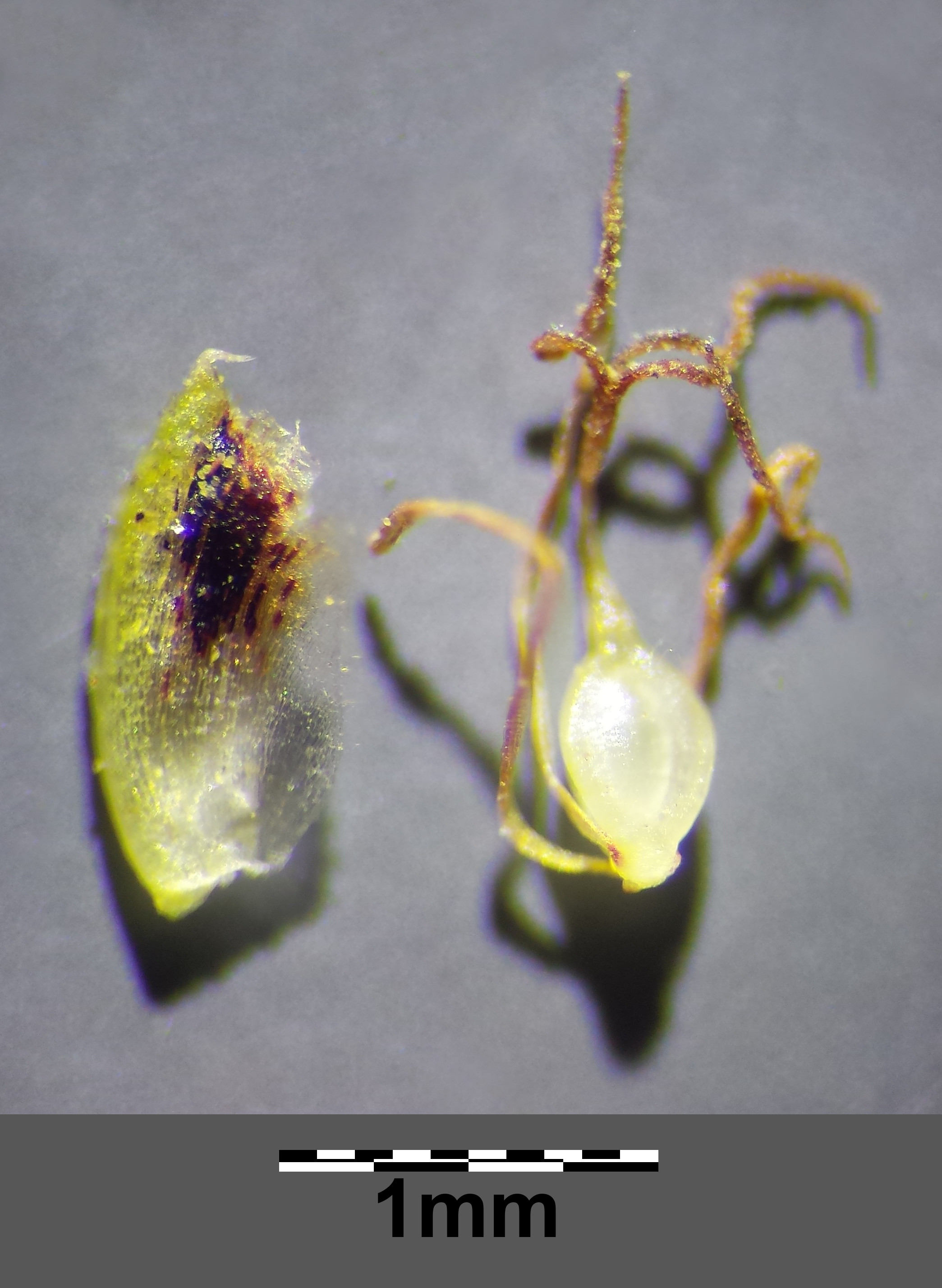
Deckblatt und Frucht

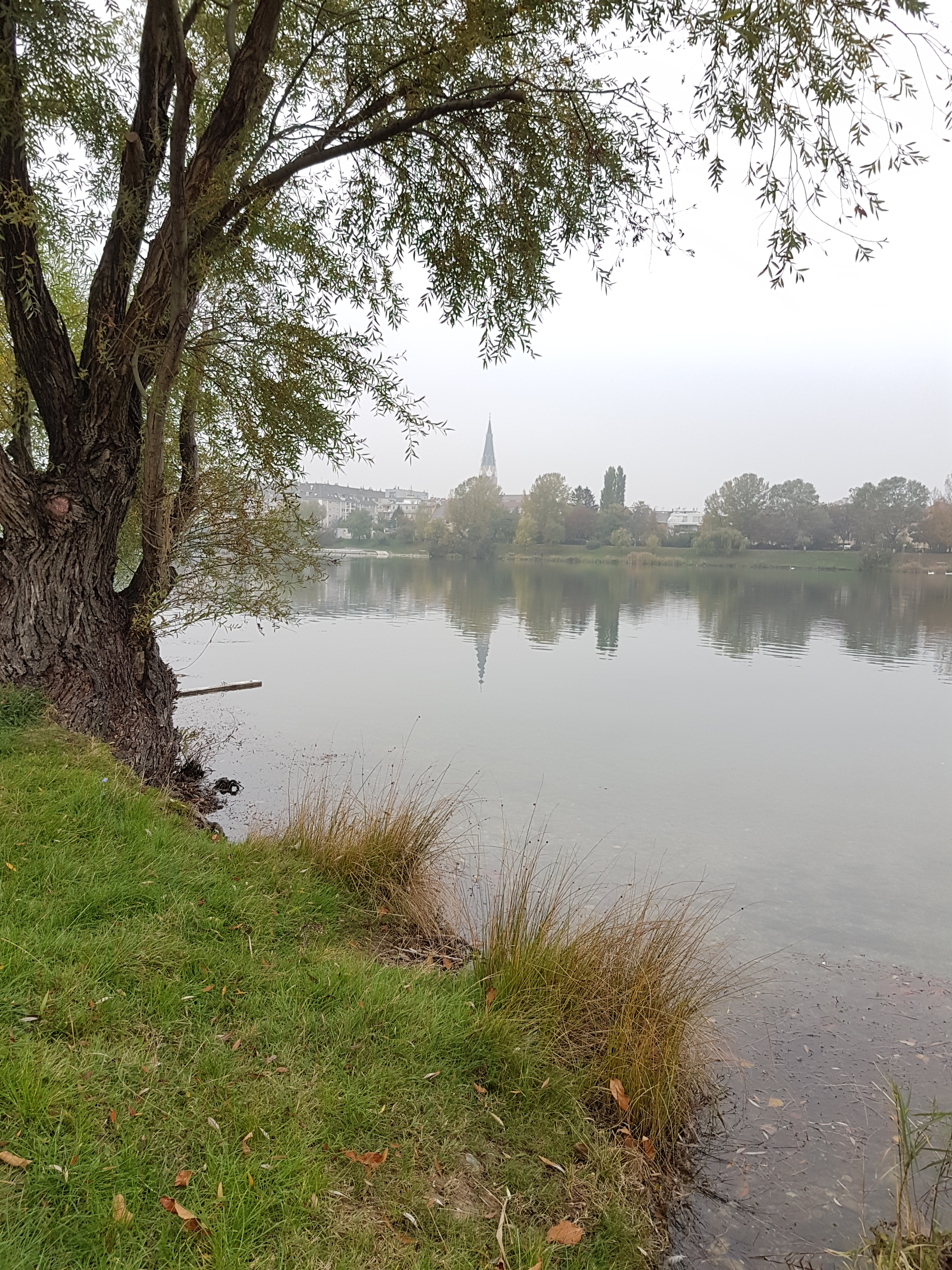
Habitat

### Vegetative Merkmale
Die Kugelsimse wächst als ausdauernde krautige Pflanze und erreicht Wuchshöhen von 30 bis 100, selten bis zu 250 Zentimetern. Aus dem kriechenden „Wurzelstock“ werden viele Stängel gebildet. Die grau-grünen oder gras-grünen, gestreiften, glatten Stängel sind mit einem Durchmesser von 1 bis 4 Millimetern im Querschnitt rund.

### Generative Merkmale
Die Blütezeit liegt zwischen Juni und Juli. Die Kugelsimse besitzt ein bis zwei Hüllblätter unterhalb des Blütenstandes, von denen das unterste aufrecht ist und den Stängel fortsetzt; der Blütenstand ist daher scheinbar seitenständig. Der Blütenstand enthält ein bis zehn teils sitzende, teils gestielte, kugelige, köpfchenförmige Teilblütenstände; mindestens ein Köpfchen ist sitzend. Die Ährchen sind bei einer Länge von 2 bis 4 Millimetern eiförmig. Die Spelzen sind 1,5 bis 3 Millimeter lang, stumpf gestutzt bis ausgerandet mit einer Stachelspitze und am Rand bewimpert; ihre Farbe ist rot bis braunrot, mit grünem Mittelstreifen und weißem Hautrand. Jede Blüte enthält drei Staubblätter und drei Narben.
Die Frucht ist dreikantig und 0,6 bis 1,3 Millimeter lang.
Die Chromosomenzahl beträgt 2n = 164 oder 168.

## Vorkommen
Das Verbreitungsgebiet der Kugelbinse reicht vom atlantischen Europa und Nordafrika mit Schwerpunkt in Südeuropa bis Südrussland, dem Kaukasus und von Vorderasien über Zentralasien bis Indien. Außerdem kommt sie auf den Kanaren, im Tschad und in Südafrika vor.  In Deutschland kommt die Kugelsimse nur selten vor; sie ist eingeschleppt, aber teilweise auch eingebürgert in Westdeutschland, in Sachsen-Anhalt und in Brandenburg.
Die Kugelsimse kommt in Mitteleuropa am Ufer von Flüssen und Seen, auf nassen Weiden oder in Mooren vor. Sie gedeiht auf wechselfeuchten Sand- oder Tonböden. In Südtirol erreichen ihre Vorkommen am Laghetto della Madonna bei Folgaria Höhenlagen von 1200 Metern. In Südeuropa ist sie Kennart des Holoschoenetum aus dem Verband Molinio-Holoschoenion. In Mitteleuropa kommt sie auch in Gesellschaften der Verbände Agropyro-Rumicion und Juncion acutiflori vor.

## Systematik und Verbreitung
Die Erstveröffentlichung erfolgte 1753 unter dem Namen (Basionym) Scirpus holoschoenus durch Carl von Linné in Species Plantarum, Tomus I, Seite 49. Die Neukombination zu Scirpoides holoschoenus (L.) Soják wurde 1972 durch Jiří Soják in Časopis Národního Musea. Oddíl přírodovědný Band 140, Seite 127 veröffentlicht. Ein weiteres Synonym von Scirpoides holoschoenus (L.) Soják ist Holoschoenus vulgaris Link. Diese Art wurde früher in die größere Gattung Simsen (Scirpus) gestellt.
Je nach Autor gibt es bis zu vier Unterarten:
- Scirpoides holoschoenus subsp. globifera (L. f.) Soják: Sie kommt auf den Kanaren, in Marokko, Algerien, Tunesien, auf Sardinien, im Tschad und Iran vor.[4]
- Scirpoides holoschoenus L. subsp. holoschoenus: Bei ihr ist das Hochblatt über dem Blütenstand höchstens doppelt so lang wie dieser und ist starr und stechend.[5]  Sie ist von Europa und Nordafrika bis zum Himalaja weitverbreitet.[4] Die ökologischen Zeigerwerte nach Landolt et al. 2010 sind in der Schweiz für diese Unterart: Feuchtezahl F = 4w+ (sehr feucht aber stark wechselnd), Lichtzahl L = 4 (hell), Reaktionszahl R = 4 (neutral bis basisch), Temperaturzahl T = 5 (sehr warm-kollin), Nährstoffzahl N = 4 (nährstoffreich), Kontinentalitätszahl K = 2 (subozeanisch).[5]
- Scirpoides holoschoenus subsp. thunbergii (Schrad.) Soják: Sie kommt nur in Südafrika vor.[4]

Manche Autoren unterscheiden auch eine weitere Unterart:
- Römische Kugelbinse[5] (Scirpoides holoschoenus subsp. australis (L.) Soják, Syn.: Scirpus australis L.): Bei ihr ist das Hochblatt über dem Blütenstand mehr als 15 Zentimeter lang und ist stechend. Der Blütenstand besteht aus bis zu 20 Köpfen, die einen Durchmesser von 7 bis 15 Millimeter haben. Sie kommt in Mitteleuropa in Belgien, den Niederlanden, Polen, in Deutschland selten in Sachsen-Anhalt (Mittelelbe), Berlin-Brandenburg; in Österreich und in der Schweiz (Tessin, Wallis) vor.[6] Die ökologischen Zeigerwerte nach Landolt et al. 2010 sind in der Schweiz für diese Unterart: Feuchtezahl F = 4w+ (sehr feucht aber stark wechselnd), Lichtzahl L = 4 (hell), Reaktionszahl R = 4 (neutral bis basisch), Temperaturzahl T = 5 (sehr warm-kollin), Nährstoffzahl N = 4 (nährstoffreich), Kontinentalitätszahl K = 3 (subozeanisch bis subkontinental).[5]